# Guimbarde (instrument)
Pour les articles homonymes, voir Guimbarde.

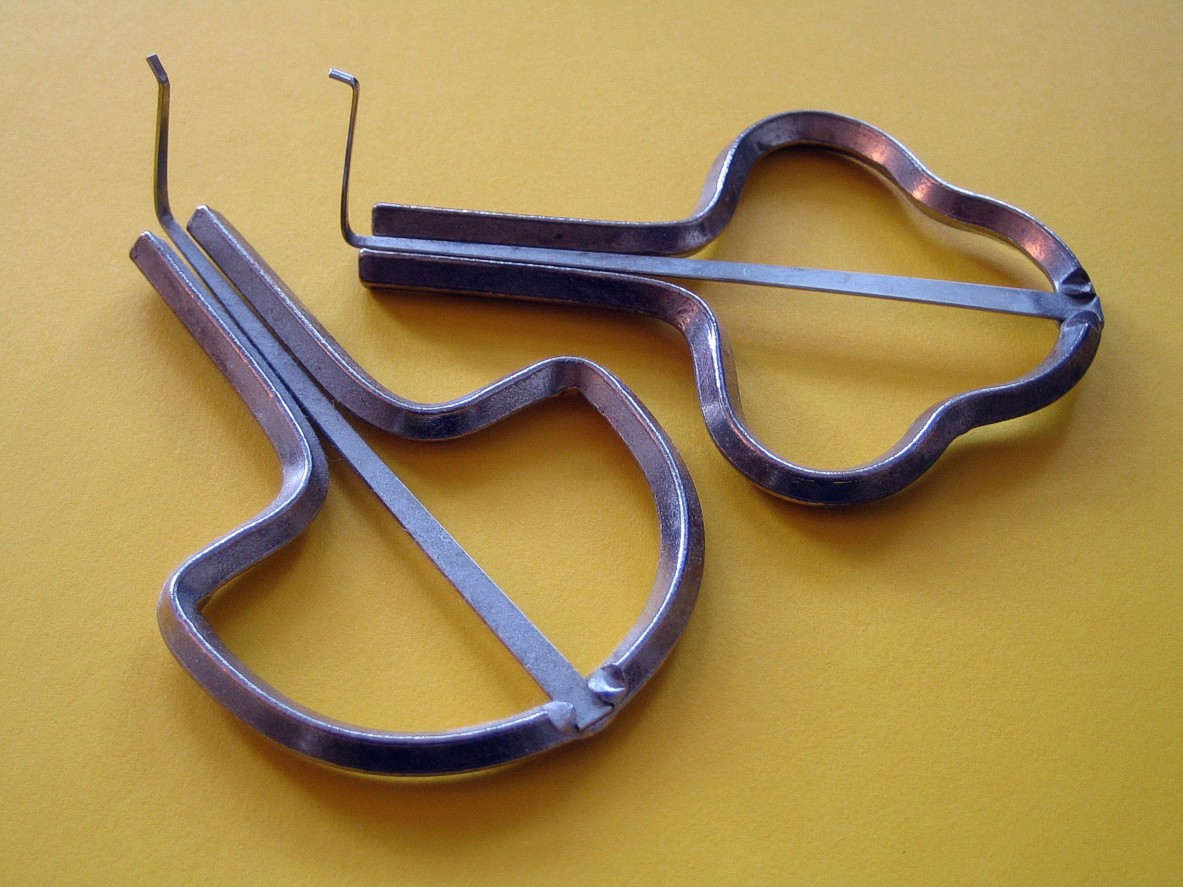
Guimbardes modernes.

La guimbarde  est un instrument de musique utilisant une lamelle actionnée par le doigt comme élément vibrant et la bouche du musicien comme cavité de résonance.
C'est un instrument répandu chez les peuples nomades d'Eurasie, de la Finlande, au nord du Japon, en Asie et en Mélanésie, on en trouve des traces au IIIe siècle av. J.-C. au nord-ouest de la Chine. La guimbarde existe en Europe depuis au moins l'époque gallo-romaine.

## Description
Du point de vue de l'organologie, la guimbarde se classe comme un idiophone actionné par pincement.

### Facture

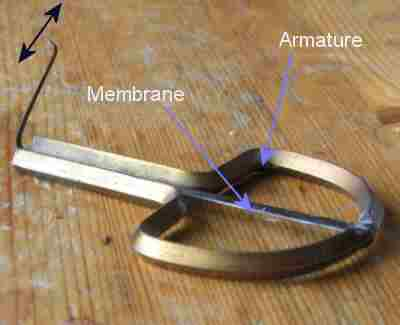
Éléments d'une guimbarde.

La guimbarde est composée de deux éléments :
1. une armature, d'une forme quelconque, qui comprend invariablement deux barres parallèles assez rapprochées ;
2. une languette fine, haute de quelques millimètres, fixée à l'armature par l'une de ses extrémités, libre de l'autre côté et qui passe entre les deux barres.

Selon que cette languette est du même matériau ou non, selon qu'elle est découpée ou non dans son propre cadre, on parle savamment de guimbarde idioglotte et de guimbarde hétéroglotte.
Les guimbardes occidentales sont généralement en métal et le timbre du son généré peut varier selon leur taille. Il existe aussi des guimbardes en bois et en bambou, en Asie et en Océanie.
La languette peut être ébranlée autrement que par son extrémité recourbée : par une ficelle liée au cadre, un marteau, etc. Le nombre de languettes peut aller jusqu'à cinq.

### Acoustique
La languette de la guimbarde est, du point de vue mécanique, une lame vibrante, sans résonateur, sous de nombreux modes, avec une décroissance assez rapide, qui peut être de 20 décibels par seconde, et des partiels non harmoniques à des fréquences jusqu'à quelques centaines de hertz. La bouche forme un résonateur dont la forme privilégie certaines fréquences ; les différences d'impédance acoustique réagissent sur la vibration de la languette, changeant ses modes, et produisant des sons approximativement harmoniques.
L'étude acoustique de la guimbarde et de son résonateur buccal est très complexe ; mais l'instrumentiste n'a nul besoin de l'entreprendre : il modifie, d'oreille, la forme de la cavité de sorte que les sons qu'il entend correspondent à ceux qu'il veut produire ; c'est un apprentissage pratique, qui peut dans certaines techniques, faire intervenir le souffle, auquel cas la languette se comporte comme une anche flottante. L'étude acoustique met en évidence l'importance de l'interprétation des sons par l'auditeur en fonction du contexte musical.

### Jeu
Un joueur de guimbarde place l'instrument devant la bouche d'une main, en le tenant par l'armature (à l'opposé des branches parallèles). Les guimbardes occidentales en métal sont posées fermement contre les dents entrouvertes (l'instrumentiste ne doit pas enserrer les branches parallèles avec les dents, ce qui bloquerait le passage de la lamelle). Les guimbardes orientales en bambou ou en laiton (guimbardes hmong du Viêt Nam) se posent sur les lèvres. L'autre main permet d'actionner la languette (le plus souvent de l'extérieur vers l'intérieur).
Certains joueurs font vibrer la lamelle avec un doigt, d'autres avec plusieurs, d'autres avec leur main. L'action sur la languette détermine le rythme.
La languette vibre à une fréquence basse à peu près fixe. La bouche sert de cavité résonante. On modifie le son en changeant la position de la langue, des lèvres et des joues, ce qui sélectionne des séries de partiels différentes selon la forme de la cavité, comme dans le chant diphonique. Ces partiels suivant une série approximativement harmonique, on les appelle harmoniques.
On peut aussi « chanter » tout en jouant.

## Histoire

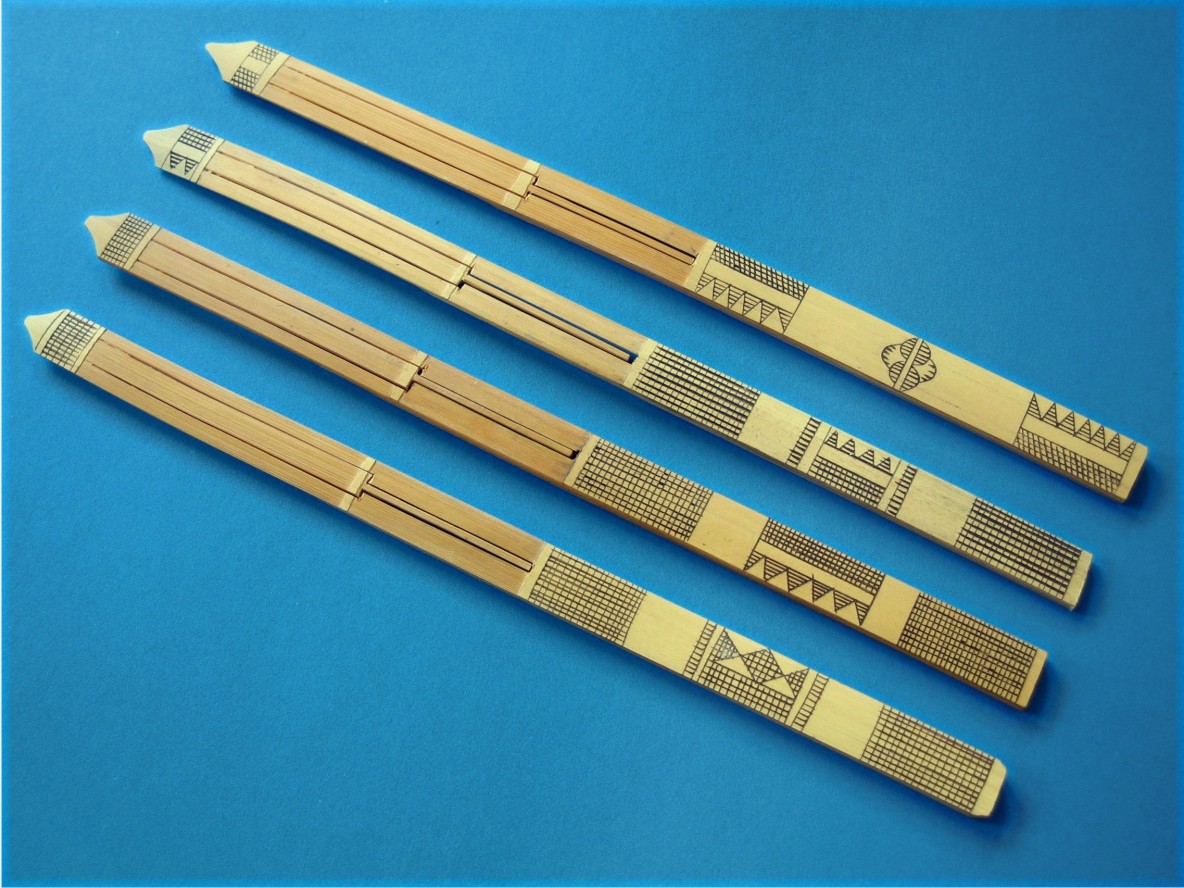
Guimbardes en bambou

La plus ancienne trace écrite remonte au IIIe siècle av. J.-C., en Chine. Elle est utilisée par les peuples turcophones, mongols, et plus généralement des langues ouralo-altaïques, notamment par les chamans, et est ainsi répandu en Mongolie, au nord de la Chine, en Sibérie, au Kazakhstan, au Kirghizistan, au nord du Japon chez le peuple sibérien des Aïnous,), et à l'Ouest en Finlande. Au sud du continent il est présent au Vietnam sous deux formes au moins.
Dumont d'Urville note au début du XIXe siècle à propos des Papous « Leurs instrumens de musique sont le tam-tam, (...) une guimbarde grossière faite avec une lame de bambou ».
La guimbarde existe en Europe occidentale depuis au moins l'époque gallo-romaine (-52 – 486)[réf. souhaitée]. Elle est attestée à Bâle au XIVe siècle ; une gravure de Pieter Brueghel l'Ancien montre que la guimbarde, déjà dans sa forme actuelle, était un objet de commerce en Hollande au XVIe siècle[réf. souhaitée]. Un tableau de Dirck van Baburen représente un siècle plus tard un jeune homme jouant de la guimbarde.
En Afrique de nombreux types d'arcs musicaux utilisent comme la guimbarde la bouche comme cavité résonante. La guimbarde proprement dite a été remarquée, au XIXe siècle, chez les Peuhls[réf. souhaitée].
En 1824, le luthier Scheibler, de Leipzig, tenta de perfectionner la guimbarde sous le nom d'Aura, qui était un ensemble de 22 guimbardes accordées réunies sur deux barres d'acier, un mécanisme permettant de substituer les lamelles.
Utilisée dans la musique populaire et folklorique, elle est dans certains pays un instrument de musique savante[réf. souhaitée].
Les groupes de folk metal s'en servent pour apporter une touche festive à cette musique[réf. souhaitée].

## Musique populaire et folklorique

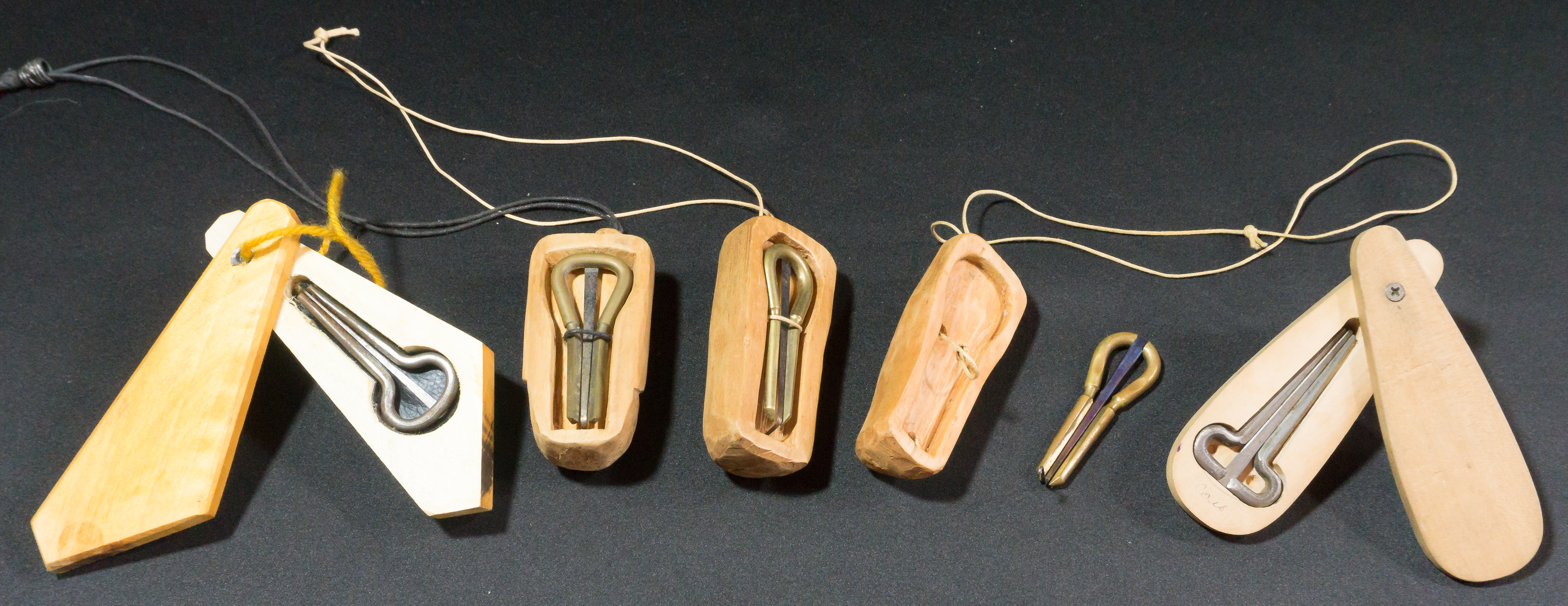
Collection de guimbardes avec leurs boîtes.

### Europe de l'Ouest
En Autriche, elle permettait aux jeunes prétendants de faire la cour à leur belle ; petite et pratique, elle était également une compagne de voyage idéal pour la noblesse qui formait ainsi sa jeunesse[réf. souhaitée].
En France, La Borde décrit la guimbarde en 1780 : « Nommée par les Italiens Sassa penziero, est un instrument de fer, de la longueur de cinq pouces environ, dont la forme est un triangle arrondi. On le pose sur ses lèvres, et avec une main on fait aller une petite languette de fer qui est attaché à l'endroit le plus large de la Guimbarde, et qui étant comme un ressort, et ne touchant à aucune partie de la bouche, résonne entre les dents, et rend des sons assez agréables. On appelait aussi cet instrument Rebube, Rebute, Epinette ou Trompe ». L’Encyclopédie, quelques années plus tard, la cite en exemple pour expliquer la résonance des cavités buccales. Selon Madame Campan, Adélaïde de France, fille de Louis XV, « apprit à jouer de tous les instruments, depuis le cor – me croira-t-on ? – jusqu'à la guimbarde ».
En Italie, la guimbarde est appelée génériquement scacciapensieri. Elle présente dans de nombreuses régions de la péninsule, comme en Sardaigne où on l'appelle Sa Trunfa, en Calabre, en Campanie, en Piémont où on l'appelle Ribeba et enfin en Sicile, où elle est connue principalement sous le nom de Marranzano.

### Extrême-Orient
Instrument de la musique mongole traditionnelle. Une variante appelée kouxian comporte plusieurs lamelles de tons différents.
Au nord du Japon, sur l'île d'Hokkaidō, la minorité aïnou, à la culture proche des peuples toungouses et mongols utilise la guimbarde.

### Asie centrale
Au Kazakhstan, elle est nommée shankobyz (шаңқобыз) et est jouée dans la musique folklorique traditionnelle.
Au Kirghizstan, elle est appelée temir komuz et utilisé dans la musique folklorique traditionnelle.

### Amériques
Au Québec, la présence de la guimbarde est attestée depuis le XVIIe siècle sous les noms de trompe (dans la région de Montréal), bombarde, guitare de bouche au début du XXe siècle, et autrefois, rebuth et gronde.
Les premiers instruments arrivent de  France, puis d’Angleterre[réf. nécessaire]. Dans les colonies américaines, les guimbardes sont offertes comme cadeau lors de négociations avec les Amérindiens. En 1708, on en dénombre  120 à la maison Chauvin de Tadoussac qui est le premier poste de traite de fourrure[réf. nécessaire].
Au début du XIXe siècle s'importent des bombardes autrichiennes  arrivant de Molln[réf. nécessaire]. Les instruments fabriqués aux États-Unis seront disponibles à partir du XXe siècle. Il existe une possibilité que certains autres instruments soient venus du Massachusetts car en 1650 la Saugus Iron Works voit le jour et on y  fabrique de ces instruments[réf. nécessaire].
Au Brésil, la guimbarde, importée d'Europe et connue sous son nom portugais de berimbau était assez peu courante au début du XXe siècle, et le terme berimbau désignait plus couramment dans l'État de Bahia un arc musical, apporté par les esclaves originaires du Sud de l'Afrique, décrit autrefois par les voyageurs sous le nom d'urucongo. Pour distinguer les deux instruments, on pouvait dire berimbau de boca (guimbarde de bouche), pour l'instrument dont il est question ici, opposé à berimbau de barriga (guimbarde de ventre), pour celui d'origine africaine.
Au Chili, la guimbarde aurait été amenée en un premier temps par des colonisateurs espagnols. Du fait des échanges culturels et commerciaux produits entre les colons espagnols et les communautés mapuches pendant et après la Guerre d'Arauco, cet instrument a été adopté par ce peuple autochtone et renommé trompe. L’arrivée des immigrants européens en Araucanie au cours de la deuxième moitié du XIXe siècle, dans le contexte d’un nouvel essai de recolonisation de la zone après une campagne militaire d’expansion conduite par l’État chilien, aurait élargi son utilisation parmi les Mapuches,. Chez ce peuple, il est joué par les hommes dans un contexte domestique. Le trompe a pris la place du pawpaweñ o künkülkawe (espèce d’arc musical traditionnel mapuche) à cause de sa sonorité et utilisation similaire. 

## Musique savante
- En Inde du Sud, dans la  musique carnatique, elle est considérée comme un instrument de percussion à part entière à l'instar des mrigandam, ghatam et kanjira avec lesquelles elle partage un riche répertoire commun.
- Johann Georg Albrechtsberger ayant rencontré un joueur de guimbarde doué, a composé en 1771 sept concertos pour guimbarde, mandore et orchestre à cordes[28].

## Au cinéma
La guimbarde, en tant qu'instrument populaire, figure dans une longue liste de films, depuis 1931. Elle participe à la caractérisation des personnages ou de l'action dans tous les genres de film. Dans les films américains, un nom populaire de la guimbarde, Jew's harp, sert souvent de support à des commentaires ou à de l'humour juif.
John Ford montre Henry Fonda, incarnant le rôle de Lincoln jeune dans un film de 1939 intitulé Vers sa destinée, jouant Dixie sur une guimbarde, dans un jeu compliqué de références historiques, auxquelles se joignent des références bibliques, lorsqu'on demande à Lincoln pourquoi appelle-t-on son instrument jew's harp, ce à quoi il répond : « À cause de la harpe de David ».
Le son de la guimbarde figure largement parmi les effets du dessin animé des années 1930 et 1940, et à l'occasion figure dans les scènes. Plus tard, le chien Snoopy des Peanuts joue à l'occasion de la guimbarde.
Le compositeur Ennio Morricone a utilisé la guimbarde, comme musique convenant à des personnages de western spaghetti sans attaches ni bagages (Et pour quelques dollars de plus, Le Bon, la Brute et le Truand), puis, après le succès de ces compositions, pour Le Clan des Siciliens.
Le début du thème composé par François de Roubaix pour La Scoumoune (1972), correspond à quelques notes jouées sur une guimbarde.
Le film Chamane (1995) de Bartabas rend hommage aux origines chamaniques de la guimbarde dans la scène d'apprivoisement d'un cheval sauvage à 12'54" du film. Les vibrations de la guimbarde sont spécifiquement utilisées pour calmer le cheval, établir un lien, et le rendre réceptif aux intentions du chaman yakoute de Sibérie. La République Sakha  (Iakoutie), fait référence au mot sakha désignant la guimbarde, khomus, aurait rapport à la fois avec les roseaux (khomus, probablement lié au russe kamysh) et la magie (khomuhun). Les Sakhas distinguent les khomus « parlants », plus rythmés, des khomus « chantants », plus mélodieux. En Iakoutie, autrefois, il arrivait que les chamanes utilisent des guimbardes dans des rituels collectifs à visée purificatrice ou pour établir un lien avec la nature et les esprits.
Dans le film Scoop de Woody Allen, le personnage interprété par Woody Allen donne cette réplique :
« Je joue de la guimbarde. C'est une languette métallique qu'on met dans la bouche et qui produit un son de corde pincée très musical. On l'appelait aussi harpe du Juif mais ces gens, vous savez comment ils sont, à la moindre allusion d'antisémitisme, ils déposent une plainte. »

## Noms des guimbardes
La guimbarde est un instrument populaire, ainsi que l'indiquent les nombreux termes, souvent moqueurs, pour la désigner. en France par exemple : Guimbarde, Harpe à bouche, Trompette tsigane, Trompe-laquais, Trompe de Béarn, Hanche-en-ruban, Campurgne, Citaro. Aux États-Unis, elle est aussi connue sous le nom de Jew's Harp qui pourrait être une déformation du français jeu. Les dérivés de « trompe » (en tr- ou dr- s'avèrent nombreux dans les langues latines. Les mots kobuz, komuz, kobyz et analogues (sorte de luth, entre autres) se retrouvent dans différentes langues turques.
Dans de nombreux pays d'Asie, elle est désignée sous différents noms suivant sa forme, le matériau utilisé pour sa fabrication voire selon l'usage.